# Gueragama
Gueragama (лат.) — вымерший род из подотряда игуанообразные (Iguania), живший в верхнем меле на территории Бразилии. Он принадлежит к кладе Acrodonta, которая включает в себя семейства хамелеоны (Chamaeleonidae) и агамовые (Agamidae). Gueragama является первым в Южной Америке родом игуанообразных с зубами акродонтного типа. Предполагается, что род обитал на Пангее. Типовой вид Gueragama sulamericana получил название в 2015 году на основе изучения палеонтологами из Альбертского университета нижней челюсти, найденной в Крузейру-ду-Уэсти в бразильском штате Парана в ярусе между туронским и кампанским в геологической формации Гойо-Эре группы Каюа в бассейне Бауру. Gueragama — базальная группа в кладе Acrodonta и имеет общего предка с семейством Priscagamidae из верхнего мела.